# 岩倉博文
岩倉 博文（いわくら ひろふみ、1950年〈昭和25年〉1月15日 - 2025年〈令和7年〉4月18日）は、日本の政治家。北海道苫小牧市長（5期）、衆議院議員（1期）を務めた。

## 経歴・人物
北海道苫小牧市生まれ。イワクラ創業者・岩倉巻次は祖父。宗教は天理教。中学卒業後上京し、立教高等学校、立教大学経済学部経営学科卒業、アメリカ合衆国アンカレッジコミュニティ・カレッジ基礎経済学講座修了。日本に帰国後、1974年（昭和49年）岩倉組土建入社（1989年1月岩倉建設へ社名変更）社員・役員を経て、2000年（平成12年）退社。1989年に日本青年会議所副会頭に就任した。
2000年（平成12年）、第42回衆議院議員総選挙に北海道9区から自由民主党公認で立候補。民主党代表（当時）の鳩山由紀夫に小選挙区では惜敗したが、重複立候補していた比例北海道ブロックで復活し、初当選した（この選挙では岩倉が鳩山を猛追し、鳩山は野党第一党の党首でありながら全国の300選挙区の中で最も当確が出るのが遅かった）。
2003年（平成15年）の第43回、2005年（平成17年）の第44回衆議院議員総選挙では鳩山に敗れ、比例復活も叶わなかった。衆議院議員在職中は橋本派に所属していた。
2006年（平成18年）、苫小牧市長の櫻井忠が飲食店経営者の女性に猥褻な行為を行った疑惑が発覚し辞職。後任を選出する苫小牧市長選挙に無所属（自民党・新党大地推薦）で立候補し、元苫小牧市長の鳥越忠行を破り初当選した。
2010年（平成22年）、2014年（平成26年）、2018年（平成30年）、2022年（令和4年）の苫小牧市長選挙において、いずれも再選する。
2023年（令和5年）11月7日夕方、苫小牧港PRキャンペーンのために大韓民国へ出張した際、仁川国際空港入国審査待機中に意識を失って倒れ、現地の大学病院へ救急搬送となり、ICUに収容された。空港で救命処置にあたった韓国政府職員によれば、心肺蘇生法を行っても呼吸が回復せず、緊迫した状況であったという。苫小牧市は翌8日に記者会見を行い、市長の容体について心室細動による不整脈を起こした可能性があり、意識は回復しておらず、気管挿管された状態で治療を受けていることを明らかにした。あわせて翌9日付で市長職務代理者として木村淳副市長を充てる事となった。その後11日までに会話ができる状態まで回復。17日に日本に帰国し、そのまま札幌市内の病院に入院した。その後12月1日に胸に除細動器を埋め込む手術を受け、同月8日に退院した。
2024年（令和6年）2月から平日にリハビリを兼ねて登庁し、2時間ほど公務を行っていたが、同月14日から公務に完全復帰した。しかし公務復帰後も、同年10月12日に肺炎で入院し治療を受けるなど、体調不良で入退院を繰り返していることから市長を辞職する意向を固め、同月28日、市議会議長宛に辞職届を提出した。翌29日に市役所で記者会見し、11月5日付で辞職する考えを表明した。後任を決める市長選挙は12月1日告示、同月8日投開票で実施され岩倉から後継指名を受けた前苫小牧市議会議員の金澤俊が初当選を果たした。
市長退任後から約半年後となる2025年（令和7年）4月18日10時30分、心室細動のため、苫小牧市の病院で死去した。75歳没。死没日付をもって正五位に叙され、旭日小綬章を追贈された。

## 市長選の結果

### 2006年苫小牧市長選挙
2006年（平成18年）7月9日執行。元職の鳥越忠行を破り初当選。
※当日有権者数：137,769人 最終投票率：59.36%（前回比：pts）
| 候補者名 | 年齢 | 所属党派 | 新旧別 | 得票数   | 得票率 | 推薦・支持   |
| -------- | ---- | -------- | ------ | -------- | ------ | ------------ |
| 岩倉博文 | 56   | 無所属   | 新     | 43,274票 | 53.78% | （推薦）自民 |
| 鳥越忠行 | 66   | 無所属   | 元     | 37,187票 | 46.22% |              |

### 2010年苫小牧市長選挙
2010年（平成22年）6月27日執行。前苫小牧市議の沖田清志を破り再選。
※当日有権者数：139,719人 最終投票率：54.55%（前回比：4.81pts）
| 候補者名 | 年齢 | 所属党派 | 新旧別 | 得票数   | 得票率 | 推薦・支持   |
| -------- | ---- | -------- | ------ | -------- | ------ | ------------ |
| 岩倉博文 | 60   | 無所属   | 現     | 46,688票 | 61.96% | （支持）公明 |
| 沖田清志 | 46   | 無所属   | 新     | 28,668票 | 38.04% | （推薦）民主 |

### 2014年苫小牧市長選挙
2014年（平成26年）6月29日執行。苫小牧地区労連議長の工藤良一を破り3選。
※当日有権者数：140,481人 最終投票率：39.27%（前回比：15.28pts）
| 候補者名 | 年齢 | 所属党派 | 新旧別 | 得票数   | 得票率 | 推薦・支持         |
| -------- | ---- | -------- | ------ | -------- | ------ | ------------------ |
| 岩倉博文 | 64   | 無所属   | 現     | 35,937票 | 66.83% | （推薦）自民・公明 |
| 工藤良一 | 60   | 無所属   | 新     | 17,837票 | 33.17% | （推薦) 共産       |

### 2018年苫小牧市長選挙
2018年 (平成30年) 6月24日告示。現職の岩倉以外に届け出がなく、無投票で4選。

### 2022年苫小牧市長選挙
2022年（令和4年）6月12日告示、19日執行。元精密部品製造会社社員の西村俊寛を破り5選。
※当日有権者数：141,206人 最終投票率：33.99%（前回比：pts）
| 候補者名 | 年齢 | 所属党派 | 新旧別 | 得票数   | 得票率 | 推薦・支持                         |
| -------- | ---- | -------- | ------ | -------- | ------ | ---------------------------------- |
| 岩倉博文 | 72   | 無所属   | 現     | 29,523票 | 62.90% | （推薦）自民苫小牧支部・公明・大地 |
| 西村俊寛 | 61   | 無所属   | 新     | 17,412票 | 37.10% |                                    |